# Купърс Крийк
Купърс Крийк (на английски: Cooper's Crek) е временна (епизодична) река в централната част на Австралия, протичаща през щатите Куинсланд и Южна Австралия, вливаща се епизодично в езерото Еър. Дължината ѝ, заедно с лявата съставяща я река Барку е 1420 km , а площта на водосборния басейн – 297 547 km². Думата крийк означава суходолие или временна (епизодична река).
Река Купърс Крийк се образува на 135 m н.в. от сливането на двете съставящи я реки Барку (Barcoo, лява съставяща) и Томсън (дясна съставяща), на 20 km североизточно от град Уиндора (в югозападната част на щата Куинсланд). Река Барку води началото си на 457 m н.в., от северния склон на хребета Уорего, съставна част на Голямата вододелна планина, на 24°58′49″ ю. ш. 146°27′51″ и. д. / 24.980278° ю. ш. 146.464167° и. д., в централната част на щата Куинсланд. По цялото си протежение река Купърс Крийк тече в югозападна посока, като пресича полупустинни и пустинни райони в Големия артезиански басейн. Подхранването ѝ е дъждовно и грунтово (подземно). Няма постоянно течение. Средният ѝ годишен отток е 70 m³/s, което се равнява на 2,3 km³/годишно, минимален 0,02 km³/годишно, максимален 12 km³/годишно. Много рядко, само по време на епизодични и продължителни поройни дъждове водите ѝ достигат до безотточното езеро Еър, разположено на 15 m н.в., в централната част на континента. Основни притоци: леви – Барку, Уилсън; десни – Томсън (350 km).
През 1845 г. видният изследовател на Австралия Чарлз Стърт открива част от горното течение на реката и я наименува в чест на тогавашния върховен съдия на щата Южна Австралия, Чарлз Купър (1795 – 1887). На следващата година Томас Мичъл открива и проследява цялото течение на река Барку.